# All the Lost Souls
All the Lost Souls, és el segon disc del cantant anglès James Blunt. Totes les cançons han estat compostes per ell i a vegades amb algun col·laborador.
Aquest CD està format per un total de 10 títols:
- 1973.
- One Of The Brightest Stars.
- I'll Take Everything.
- Same Mistake.
- Carry You Home.
- Give Me Some Love.
- I Really Want You.
- Shine On.
- Annie.
- I Can't Hear The Music.

Degut a l'èxit mundial del disc, el 2008 va treure All the Lost Souls Deluxe Edition compost per totes aquestes cançons més:
- Love, Love, Love.
- Cuz I Love You (Live).
- Young Folks (Live).
- Breakfast In America (Live).
- Primavera in Anticipo (duet with Laura Pausini)